# Willy Hess (compositeur)
Pour l’article homonyme, voir Willy Hess (violoniste).
Pour les articles homonymes, voir Hess.
Willy Hess, né le 12 octobre 1906 à Winterthour et mort le 9 mai 1997 dans cette ville, est un musicologue spécialiste de l'œuvre de Beethoven et un compositeur suisse. Il est devenu célèbre après avoir compilé et publié un catalogue d'œuvres de Beethoven qui ne figuraient pas dans l'édition « complète ». Il a orchestré le Concerto pour piano no 0 de Beethoven, en mi bémol majeur, à partir d'une partition pour piano.

## Biographie
Il a fréquenté l'école primaire et secondaire de Winterthour. Il a ensuite étudié la composition, le piano et la théorie de la musique au Conservatoire de Zurich, puis la musicologie à l'université de Zurich et à celle de Berlin. Il a également enseigné le piano, le contrepoint, la composition et a écrit sur la musique. 
Il était bassoniste au Winterthur Stadtorchester de 1942 à 1971.
Parmi ses compositions figure la Sonate pour alto et basson, la seule œuvre de chambre de style classique écrite pour cette combinaison d'instruments. Il a écrit "3 ländler op.28" pour un duo de piano à 4 mains.

## Publications
- Verzeichnis der nicht in der Gesamtausgabe veröffentlichten Werke Ludwig van Beethovens. Zusammengestellt für die Ergänzung der Beethoven-Gesamtausgabe, Wiesbaden, Breitkopf & Härtel, 1957.
- Parteilose Kunst - Parteilose Wissenschaft. Eine Auseinandersetzung mit dem Zeitgeist in der Musik, Tutzing, Schneider, 1967.
- Beethoven-Studien, Bonn, Beethoven-Haus, 1972 (Schriften zur Beethoven-Forschung, Reihe IV, Band 7).
- Beethoven. Studien zu seinem Werk, Winterthur, Amadeus-Verlag, 1981
- Das Fidelio-Buch, Winterthur, Amadeus-Verlag, 1986.
- Hinter den Kulissen. Momentbilder und Anekdoten aus dem Leben eines Orchestermusikers, Winterthur, Ed. Swiss Music, 1992
- Vom Doppelantlitz des Bösen in der Kunst, J. F. Lehmann, München, 1963